# Norwegischer Fußballpokal der Männer 1958
Der norwegische Fußballpokal 1958 (kurz auch NM-Cup 1958 genannt) war die 53. Austragung des Fußballpokalwettbewerbs der Männer. Pokalsieger wurde Skeid Oslo. Das Team setzte sich im Finale gegen Lillestrøm SK durch.

## 1. Runde
| Datum      |                    | Ergebnis  |                       |
| ---------- | ------------------ | --------- | --------------------- |
| 23.05.1958 | Ålgård FK          | 2:3 n. V. | Viking Stavanger      |
| 24.05.1958 | Asker SK           | 1:0       | Røa IL                |
|            | Bangsund IL        | 5:6       | IL Sverre             |
|            | IL Borgar          | 0:4       | Skeid Oslo            |
|            | Clausenengen FK    | 0:1       | Dahle IL              |
|            | SK Djerv 1919      | 3:0       | SK Hardy              |
|            | FK Donn            | 3:1       | Vindbjart FK          |
|            | Drammens BK        | 1:0       | Mjøndalen IF          |
|            | Egersunds IK       | 0:4       | Bryne FK              |
|            | SK Falken          | 2:3       | Rosenborg Trondheim   |
|            | Flekkefjord FK     | 5:2       | Lyngdal IL            |
|            | SK Freidig         | 15:00     | Flå IL                |
|            | Frigg Oslo FK      | 8:0       | Heggedal IL           |
|            | Geithus IL         | 2:0       | Sandaker SFK          |
|            | IK Grane Arendal   | 2:5       | FK Jerv               |
|            | Greåker IF         | 4:0       | Åsen SK               |
|            | Grue IL            | 2:1       | Hamar IL              |
|            | Ham-Kam            | 1:3       | FK Fremad Lillehammer |
|            | SK Haugar          | 0:1       | Brann Bergen          |
|            | IL Hødd            | 4:0       | Langevåg IL           |
|            | IL Høyang          | 1:3       | IL Varegg             |
|            | Kongsvinger IL     | 1:5       | Lillestrøm SK         |
|            | Kristiansund FK    | 2:0       | SK Herd               |
|            | Kråkerøy IF        | 0:1       | FK Sparta Sarpsborg   |
|            | Laksevåg TIL       | 0:2       | SK Baune              |
|            | Larvik Turn        | 8:0       | Kragerø IF            |
|            | Lena IF            | 3:0       | Gjøvik SK             |
|            | SK Lillestrøm/Fram | 1:2       | SFK Lyn Oslo          |
|            | Lisleby FK         | 3:1       | IF Ready              |
|            | Løkken IF          | 6:0       | IL Braatt             |
|            | SK Mesna           | 1:0       | FK Gjøvik Lyn         |
|            | Molde FK           | 6:2       | Spjelkjavik IL        |
|            | Mysen IF           | 0:5       | Fredrikstad FK        |
|            | SK Nessegutten     | 1:0 n. V. | Verdal IL             |
|            | Nordnes IL         | 2:1       | SK Djerv              |
|            | Os TF              | 4:2       | IL Sandviken          |
|            | IF Pors            | 2:0       | IF Skidar             |
|            | Ranheim IL         | 0:1       | SK Brage              |
|            | SK Rapid Moss      | 3:2       | IL Runar Sandefjord   |
|            | Raufoss IL         | 3:1       | Vardal IF             |
|            | SK Rollon          | 1:2       | Aalesunds FK          |
|            | Sagene IF          | 4:1       | Kjelsås IL            |
|            | Sand IF            | 1:3       | Kapp IF               |
|            | Sandefjord BK      | 1:2       | SBK Drafn             |
|            | Sarpsborg FK       | 1:1 n. V. | Østsiden IL           |
|            | Selbak TIF         | 2:0       | Askim FK              |
|            | SK Snøgg           | 0:3       | Åssiden IF            |
|            | SK Sprint-Jeløy    | 5:1       | SK Sterling           |
|            | Stavanger IF       | 4:0       | Start Kristiansand    |
|            | IL Stjørdals-Blink | 1:0       | Steinkjer FK          |
|            | Storms BK          | 0:2       | Eik IF                |
|            | Strømmen IF        | 3:2       | Aurskog IL            |
|            | IL Sørfjell        | 3:1       | IF Skiens-Grane       |
|            | Torp IF            | 2:1       | IL Spartacus Oslo     |
|            | Tynset IF          | 1:3       | FK Kvik Trondheim     |
|            | Tønsbergs TF       | 1:2       | SK Falk Horten        |
|            | SK Ulf             | 2:0       | SK Jarl               |
|            | Urædd FK           | 0:3       | Fram Larvik           |
|            | Vaulen IL          | 0:0 n. V. | SK Vard Haugesund     |
|            | Vestfossen IF      | 5:0       | Sørli IF              |
|            | Vålerenga Oslo     | 2:0       | Slemmestad IF         |
|            | FK Ørn             | 0:3       | Moss FK               |
|            | Årstad IL          | 5:1       | IL Jotun              |
| 26.05.1958 | Ulefoss SF         | 2:4       | Odds BK               |

### Wiederholungsspiele
| Datum      |                   | Ergebnis |              |
| ---------- | ----------------- | -------- | ------------ |
| 30.05.1958 | SK Vard Haugesund | 4:0      | Vaulen IL    |
|            | Østsiden IL       | 1:4      | Sarpsborg FK |

## 2. Runde
| Datum      |                       | Ergebnis  |                     |
| ---------- | --------------------- | --------- | ------------------- |
| 20.06.1958 | Brann Bergen          | 2:0       | SK Baune            |
| 22.06.1958 | Asker SK              | 2:1       | Selbak TIF          |
|            | SK Brage              | 5:0       | SK Mesna            |
|            | Bryne FK              | 8:2       | Flekkefjord FK      |
|            | FK Donn               | 2:3       | SK Ulf              |
|            | SBK Drafn             | 0:2       | SK Rapid Moss       |
|            | Eik IF                | 7:0       | Torp IF             |
|            | SK Falk Horten        | 0:1       | Frigg Oslo FK       |
|            | Fram Larvik           | 1:1 n. V. | Vestfossen IF       |
|            | Fredrikstad FK        | 4:0       | SK Sprint-Jeløy     |
|            | FK Fremad Lillehammer | 1:2       | Strømmen IF         |
|            | Greåker IF            | 5:1       | Geithus IL          |
|            | IL Hødd               | 5:0       | Dahle IL            |
|            | FK Jerv               | 1:4       | IF Pors             |
|            | Kapp IF               | 4:2       | Grue IL             |
|            | FK Kvik Trondheim     | 1:0       | Løkken IF           |
|            | Lillestrøm SK         | 3:2       | Lena IF             |
|            | SFK Lyn Oslo          | 3:1       | Sarpsborg FK        |
|            | Moss FK               | 0:1       | Larvik Turn         |
|            | Odds BK               | 7:0       | IL Sørfjell         |
|            | Os TF                 | 1:3       | Årstad IL           |
|            | Sagene IF             | 2:0       | Raufoss IL          |
|            | FK Sparta Sarpsborg   | 1:1 n. V. | Drammens BK         |
|            | IL Stjørdals-Blink    | 0:5       | SK Freidig          |
|            | IL Sverre             | 3:1 n. V. | SK Nessegutten      |
|            | SK Vard Haugesund     | 0:1       | Stavanger IF        |
|            | IL Varegg             | 1:0 n. V. | SK Djerv 1919       |
|            | Aalesunds FK          | 0:2       | Molde FK            |
|            | Åssiden IF            | 0:2       | Vålerenga Oslo      |
| 29.06.1958 | Kristiansund FK       | 8:1       | Rosenborg Trondheim |
|            | Skeid Oslo            | 5:0       | Lisleby FK          |
|            | Viking Stavanger      | 1:0       | Nordnes IL          |

### Wiederholungsspiele
| Datum      |               | Ergebnis |                     |
| ---------- | ------------- | -------- | ------------------- |
| 29.06.1958 | Drammens BK   | 3:1      | FK Sparta Sarpsborg |
|            | Vestfossen IF | 3:1      | Fram Larvik         |

## 3. Runde
| Datum      |                 | Ergebnis  |                   |
| ---------- | --------------- | --------- | ----------------- |
| 10.08.1958 | SK Rapid Moss   | 3:3 n. V. | Eik IF            |
|            | Frigg Oslo FK   | 3:0       | FK Kvik Trondheim |
|            | Vålerenga Oslo  | 0:2       | Asker SK          |
|            | Strømmen IF     | 4:2       | Sagene IF         |
|            | Vestfossen IF   | 2:3       | Fredrikstad FK    |
|            | Drammens BK     | 2:1       | Odds BK           |
|            | Larvik Turn     | 2:0       | SFK Lyn Oslo      |
|            | IF Pors         | 2:1 n. V. | Greåker IF        |
|            | SK Brage        | 2:1       | IL Sverre         |
|            | SK Ulf          | 0:2       | Skeid Oslo        |
|            | Stavanger IF    | 1:2       | Viking Stavanger  |
|            | IL Varegg       | 0:4       | Brann Bergen      |
|            | IL Hødd         | 0:2       | Lillestrøm SK     |
|            | Kristiansund FK | 3:1       | Kapp IF           |
|            | Molde FK        | 1:2       | SK Freidig        |
|            | Årstad IL       | 5:2       | Bryne FK          |

### Wiederholungsspiel
| Datum      |        | Ergebnis |               |
| ---------- | ------ | -------- | ------------- |
| 14.08.1958 | Eik IF | 1:0      | SK Rapid Moss |

## 4. Runde
| Datum      |                  | Ergebnis  |                 |
| ---------- | ---------------- | --------- | --------------- |
| 31.08.1958 | Eik IF           | 3:2       | Strømmen IF     |
|            | Lillestrøm SK    | 2:1       | SK Brage        |
|            | SK Freidig       | 1:2       | Årstad IL       |
|            | Skeid Oslo       | 7:3       | Kristiansund FK |
|            | Brann Bergen     | 5:4       | Larvik Turn     |
|            | Asker SK         | 1:2 n. V. | Drammens BK     |
|            | Viking Stavanger | 2:1       | Frigg Oslo FK   |
|            | Fredrikstad FK   | 5:3 n. V. | IF Pors         |

## Viertelfinale
| Datum      |                  | Ergebnis  |                |
| ---------- | ---------------- | --------- | -------------- |
| 21.09.1958 | Eik IF           | 1:1 n. V. | Fredrikstad FK |
|            | Viking Stavanger | 2:1       | Brann Bergen   |
|            | Drammens BK      | 3:5       | Skeid Oslo     |
|            | Årstad IL        | 2:4 n. V. | Lillestrøm SK  |

### Wiederholungsspiel
| Datum      |                | Ergebnis |        |
| ---------- | -------------- | -------- | ------ |
| 24.09.1958 | Fredrikstad FK | 5:1      | Eik IF |

## Halbfinale
| Datum      |                | Ergebnis |                  |
| ---------- | -------------- | -------- | ---------------- |
| 05.10.1958 | Skeid Oslo     | 3:2      | Viking Stavanger |
|            | Fredrikstad FK | 0:1      | Lillestrøm SK    |

## Finale
| Skeid Oslo                                  | Skeid Oslo | Lillestrøm SK | Lillestrøm SK |
| ------------------------------------------- | --- | --- | ------------- |
| Skeid Oslo                                  | \| Finale \| \| 19. Oktober 1958 in Oslo (Ullevaal-Stadion) \| \| Ergebnis: 1:0 (0:0) \| \| Zuschauer: 32.579 \| \| Schiedsrichter: Birger Nilsen \| \| Spielbericht \|  | \| Finale \| \| 19. Oktober 1958 in Oslo (Ullevaal-Stadion) \| \| Ergebnis: 1:0 (0:0) \| \| Zuschauer: 32.579 \| \| Schiedsrichter: Birger Nilsen \| \| Spielbericht \| | Lillestrøm SK |
| Skeid Oslo                                  | Øyvind Johannessen – Arne Winther, Finn Tøraasen – Jan Gulbrandsen, Leif Belgen, Knut Andersen – Jan Erik Wold, Hans Nordahl, Harald Hennum, Per Tidemann, Sverre Dreier | Jan Samstad – Hans Hansen, Trond Willadsen – Rolf Wahl, Ivar Christiansen, Svein Bergersen – Ivar Hansen, Hans Nylund, Oddvar Richardsen, Gunnar Arnesen, Per Sæther    | Lillestrøm SK |
| Skeid Oslo                                  | 1:0 Per Tidemann (62.) | | Lillestrøm SK |
| Finale                                      | | |               |
| 19. Oktober 1958 in Oslo (Ullevaal-Stadion) | | |               |
| Ergebnis: 1:0 (0:0)                         | | |               |
| Zuschauer: 32.579                           | | |               |
| Schiedsrichter: Birger Nilsen               | | |               |
| Spielbericht                                | | |               |